# Midsommar
Midsommar és una pel·lícula de producció estatunidenca de terror folk suec del 2019 escrita i dirigida per Ari Aster i protagonitzada per Florence Pugh, Jack Reynor, William Jackson Harper, Vilhelm Blomgren, Ellora Torchia, Archie Madekwe i Will Poulter. Tracta sobre un grup d’amics que se’n van de viatge a Suècia per assistir a un festival que té lloc cada 90 anys. S'ha subtitulat al català.
Una coproducció entre els Estats Units i Suècia, la pel·lícula va ser presentada inicialment a Aster com una pel·lícula senzilla ambientada entre cultes suecs. Aster va planejar un guió que utilitzava elements del concepte, però finalment va convertir una relació deteriorada després d'haver experimentat una ruptura difícil com a conflicte central. La música va ser composta pel músic electrònic britànic Bobby Krlic. Es va rodar a Budapest entre l'estiu i la tardor del 2018.
Midsommar es va estrenar als Estats Units el 3 de juliol de 2019 per A24 i a Suècia el 10 de juliol de 2019 per Nordisk Film. A Espanya va ser llançada el 26 de juliol del 2019. La pel·lícula va recaptar un total de 47,9 milions de dòlars i va rebre crítiques positives per part dels crítics, amb molts elogis per la direcció d'Aster i l'actuació de Pugh.

## Producció

### Decorats
Henrik Svensson, el dissenyador de producció, va passar anys creant un look-book per a la pel·lícula. Nille Svensson va fer que els tapissos i els murals semblin eficaços i creïbles i va treballar en detalls com el llibre Radr (el llibre d'il·lustracions de la pel·lícula), interiors per al temple, menjar, ornaments de roba, runes, etc.
Henrik va treballar en la creació del conjunt d'edificacions del poblat, mentre Ragnar Persson i Nille Svensson van dissenyar els enormes murals del pis principal al sostre. Des del principi van tenir diverses idees ambicioses sobre com de detallats i conceptuals havien de ser, i van basar la seva idea en una mena de disseny de "calendari maia".

### Folklore
El llenguatge d'afecció, com es comuniquen els Hårgas (el culte de la pel·lícula), mostra com estan emocionalment vinculats entre ells i com mantenen la seva comunitat unida. És un llenguatge parlat, un llenguatge físic i un sistema rúnic. I sobretot, una mena de connexió empàtica mental.
Per a les inspiracions del culte van investigar el folklore Hälsinge i la cultura sami del nord d'Escandinàvia. També van analitzar elements des de l'espiritualitat dels nadius americans fins a les influències balineses. Ari Aster va fer una investigació molt àmplia sobre els cultes i el comportament de cultes en general.

### Simbolisme
Al llarg de la pel·lícula, es pot notar els detalls grocs i blaus que signifiquen els signes de mort: els mals auguris. La raó principal és que són els colors de la bandera sueca, van voler destacar com d'equivocat és el nacionalisme. A més, mostrar què representen els colors "normalment", simbòlicament i físicament.